# Baie

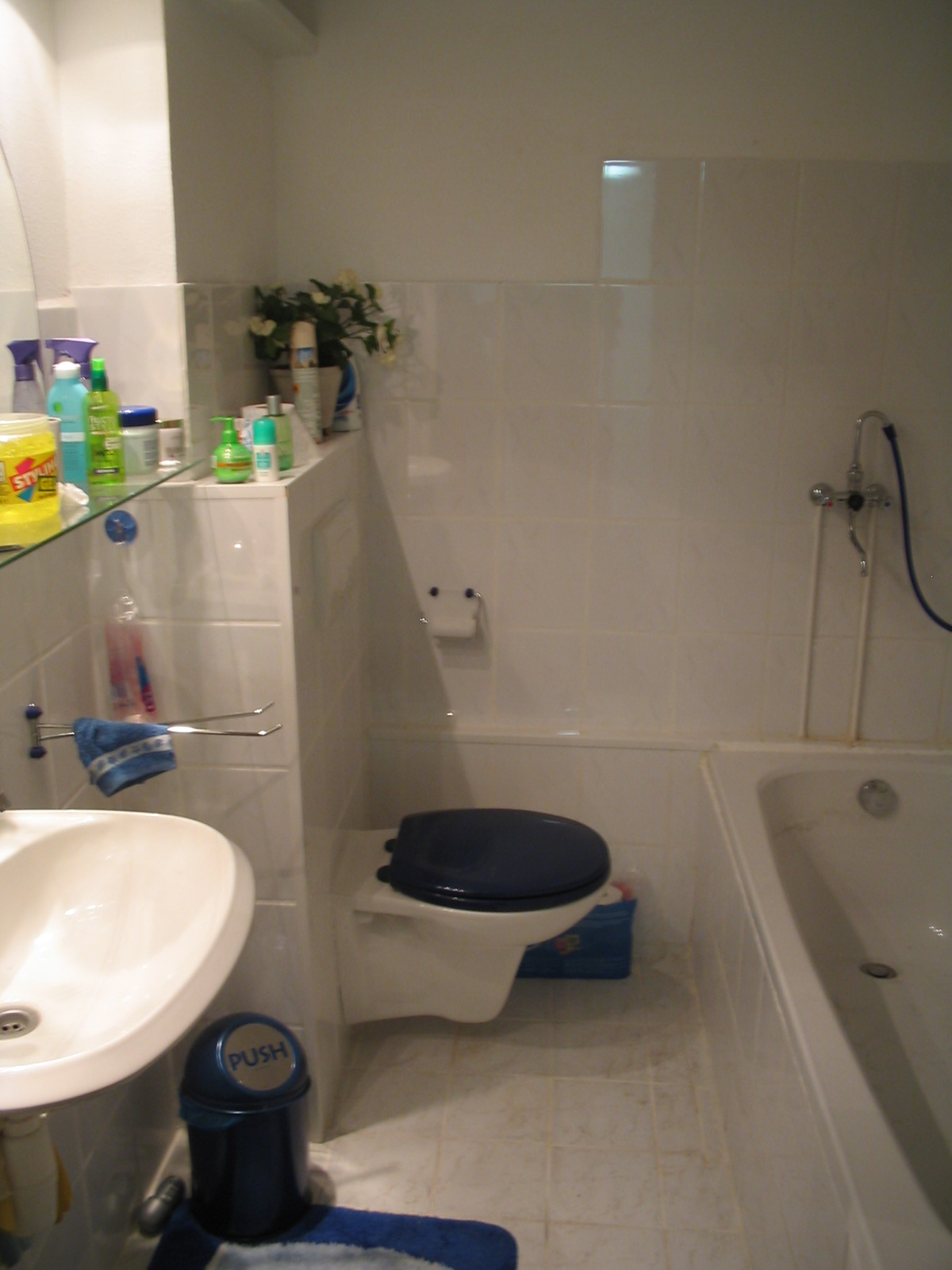
Baie modernă

Baia este camera unei locuințe unde oamenii fac duș sau se îmbăiază. În baie se găsesc de obicei cada de baie și/sau cabina de duș, o chiuvetă, un closet și alte accesorii sanitare.
Istoric, baia era adesea o activitate colectivă, care se desfășura în băile publice. În unele țări, aspectul social al curățării corpului este încă important, de exemplu în cazul sentō din Japonia și, în întreaga lume islamică, al hamamului (cunoscut și în Occident sub denumirea de „baie turcească”).

## Considerații privind proiectarea

### Prosoape
Băile au adesea unul sau mai multe suporturi sau inele pentru agățat prosoapele.

### Mobilier
Unele băi conțin un dulap pentru produse de igienă personală și medicamente, precum și sertare sau rafturi (uneori sub formă de coloane) pentru depozitarea prosoapelor și a altor articole.

### Bideu
Unele băi au un bideu, care poate fi amplasat lângă toaletă.

### Electricitate
Aparatele electrice, cum ar fi luminile, încălzitoarele și suporturile încălzite pentru prosoape, trebuie în general instalate ca dispozitive fixe, cu conexiuni permanente, în loc de prize și mufe. Acest lucru minimizează riscul de electrocutare. Prizele electrice cu întrerupător de circuit pentru defecte la împământare pot reduce riscul de electrocutare și sunt obligatorii pentru instalarea prizelor în băi, conform normelor electrice și de construcție din Statele Unite și Canada. În unele țări, cum ar fi Regatul Unit, în băi sunt permise numai prize speciale adecvate pentru aparate de ras electrice și periuțe de dinți electrice, care sunt etichetate ca atare.

## Galerie

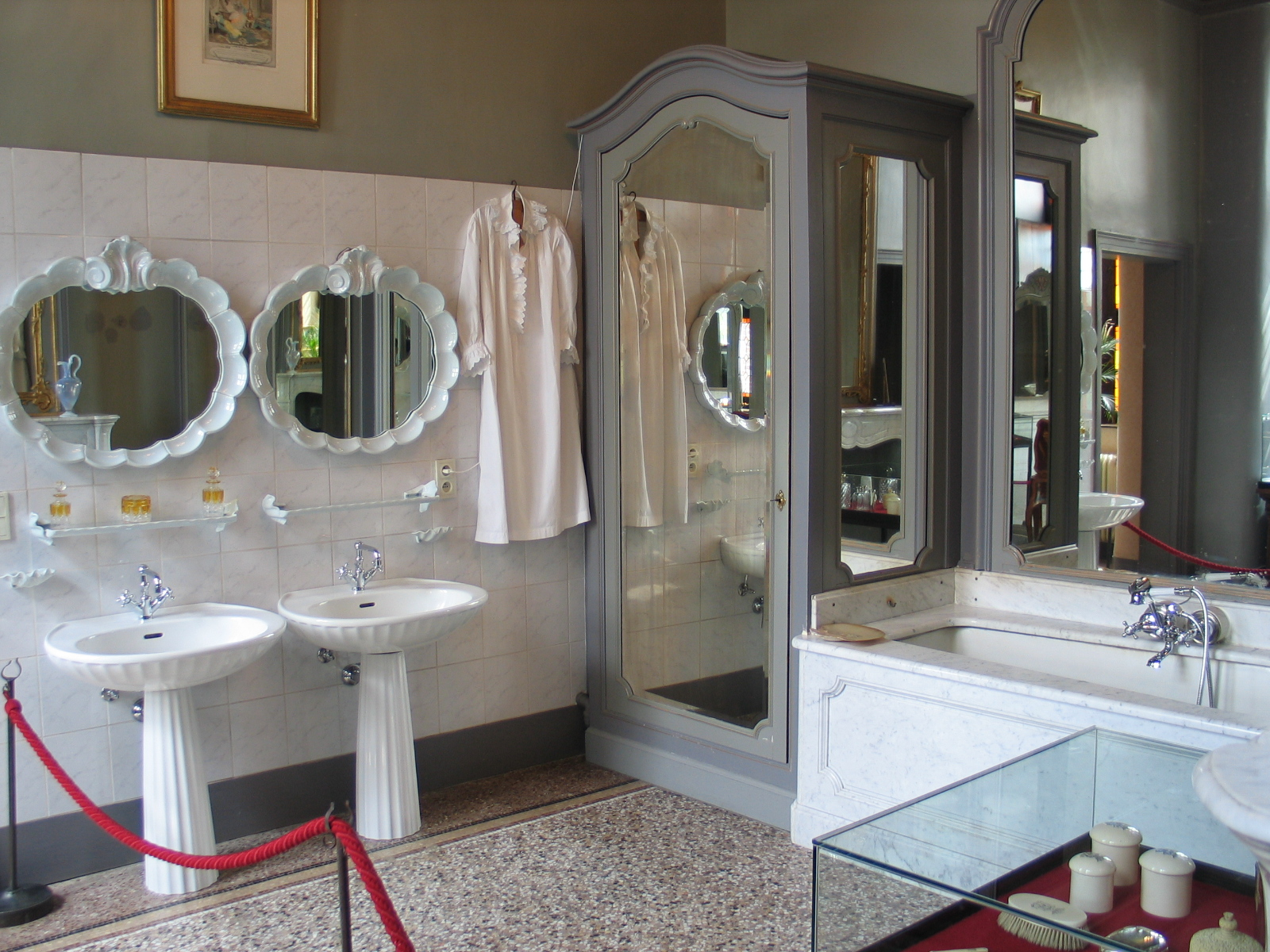
Baie în Belgia
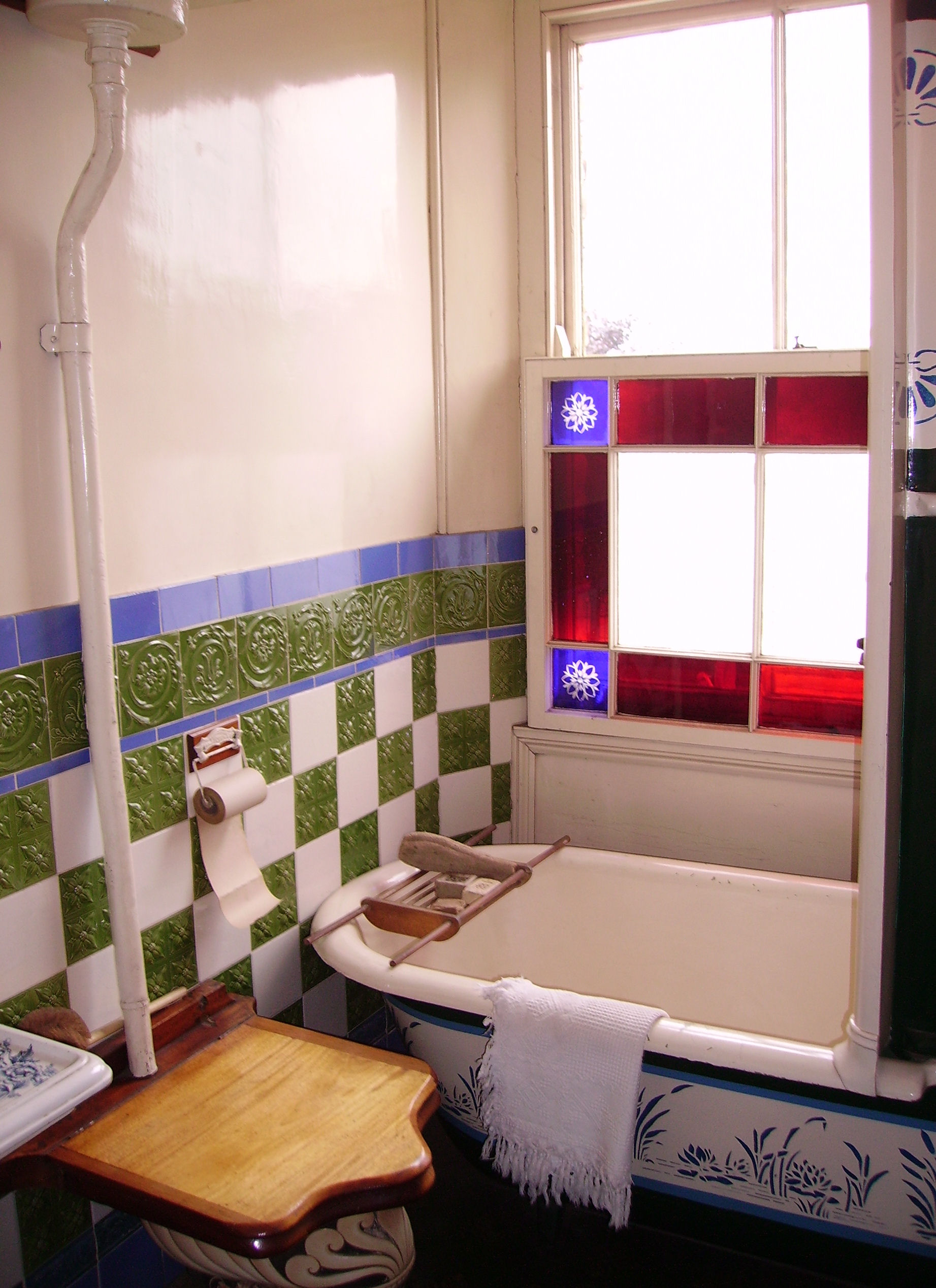
O baie de la începutul secolului XX în Muzeul Beamish, lângă Durham, Anglia
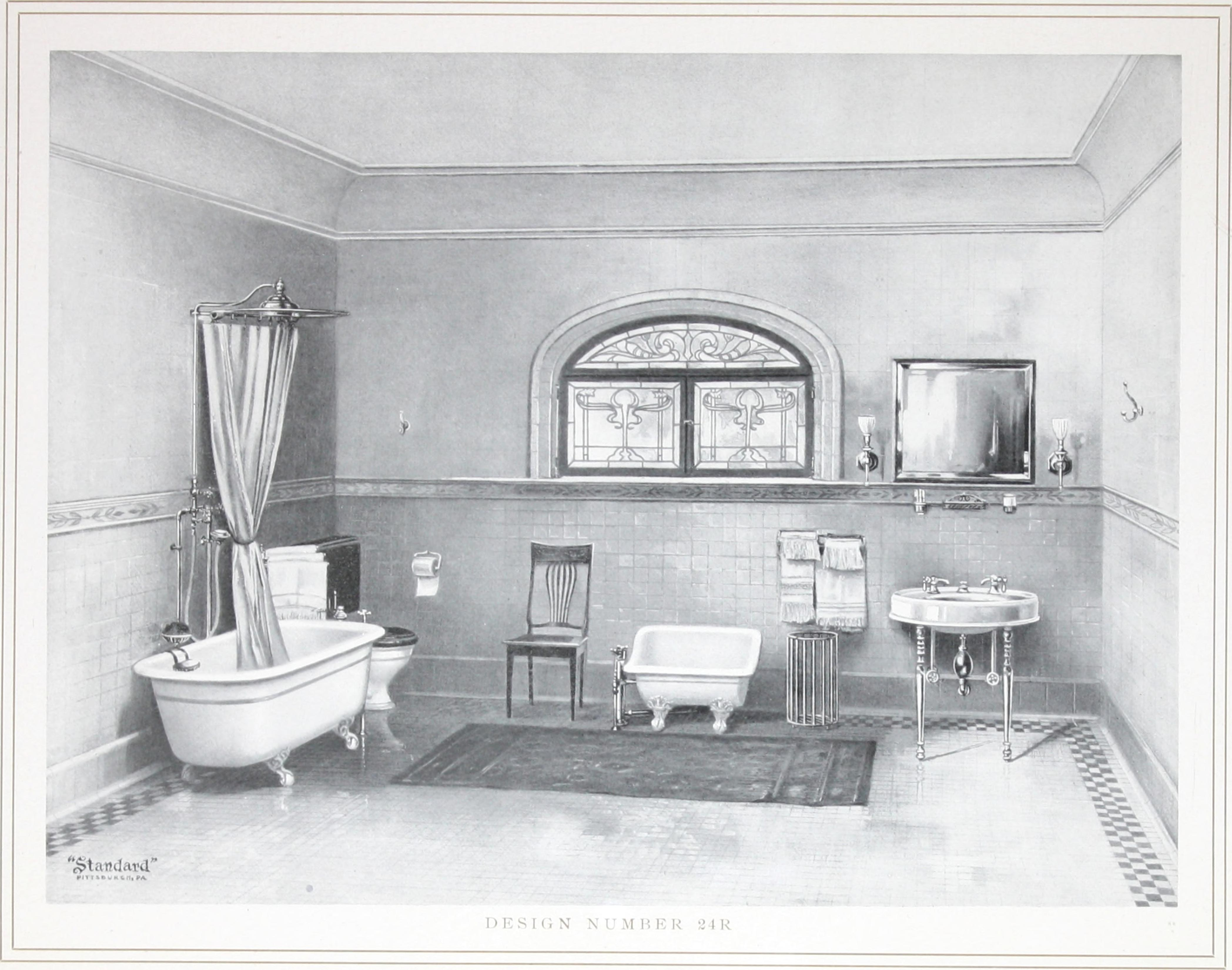
Ilustrație a unei băi din 1903
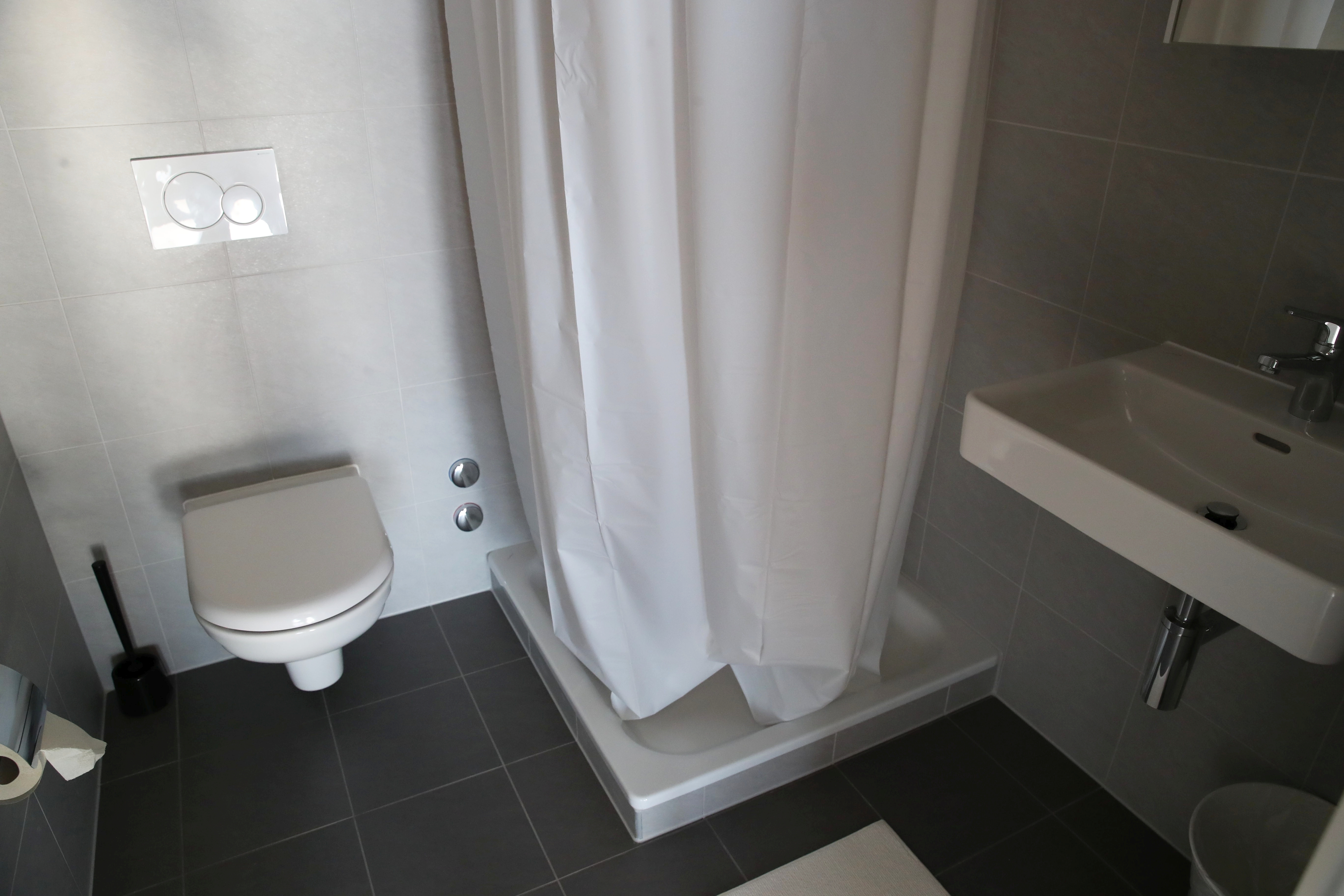
O baie din satul olimpic al Jocurilor Olimpice de iarnă pentru tineret 2020